# Real McCoy

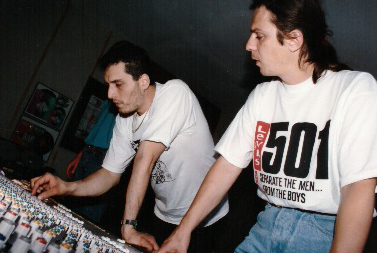
Frank Hassas & Juergen Wind

I Real McCoy sono un gruppo eurodance tedesco. Sono stati fondati nel 1989 con il nome M.C. Sar & The Real McCoy .

## Componenti del gruppo

### Ex componenti
- Olaf "O-Jay" Jeglitza - voce e autore dei testi (1989-1999)
- Karin Kasar - voce (1992-1994)
- Vanessa Mason - voce (1994-1999)
- Lisa Cork - voce (1997-1998)
- Jason Ammon - voce (1999-2000)
- Gabriele Koopmans - voce (1999-2000)
- Ginger Kuiphus - voce (1999-2000)

## Discografia

### Album registrati in studio
- 1990 - On The Move
- 1993 - Space Invaders
- 1994 - Another Night
- 1997 - One More Time
- 2003 - Platinum & Gold Collection

### Singoli
- 1989 - Pump Up the Jam
- 1990 - It's on You
- 1990 - Don't Stop
- 1990 - Make a Move
- 1992 - Let's Talk About Love
- 1992 - No Showbo
- 1993 - Another Night
- 1994 - Automatic Lover (Call For Love)
- 1994 - Run Away
- 1995 - Love and Devotion
- 1995 - Come and Get Your Love
- 1995 - Sleeping with an Angel
- 1995 - Operator
- 1997 - One More Time
- 1997 - I Wanna Come (With You)
- 1997 - If You're Not in It For Love
- 1998 - Pump Up the Jam '98
- 1999 - It's on You '99
- 2000 - Hey Now